# 扎西林巴·钦绕旺秋
扎西林巴·钦绕旺秋（藏語：བཀྲ་ཤིས་གླིང་པ་་མཁྱེན་རབ་དབང་ཕྱུག，威利转写：bkra-shis gling-pa mkhyen-rab dbang-phyug，1897年—1959年），又称洞波·钦绕旺秋（藏語：དོན་པོ ་མཁྱེན་རབ་དབང་ཕྱུག，威利转写：Don-po mkhyen-rab-dbang-phyug），藏族，籍贯不详，西藏噶厦官员。

## 生平
1924年时，他是孜仲和舍拉谿堆（Za-lha-gzhis-sdod）。1925年，他是江孜班喀曲德寺（dpal-vkhor-chos-sde，即白居寺）的管家（勒增）。1930年代，他是堪仲。作为扎萨克喇嘛的助手，他从江孜来到日喀则，由于班禅不在日喀则统治，故后来他成为了后藏的基巧。1936年，他成为了仲译钦莫，1940年成为堪钦，实际上意味着从该机构引退。1951年，被任命为噶伦喇嘛，1956年退休。1959年，他被逮捕，但由于当时病情严重而被送至医院，几乎刚送入医院便逝世了。